# Wilfred Kibet Kigen

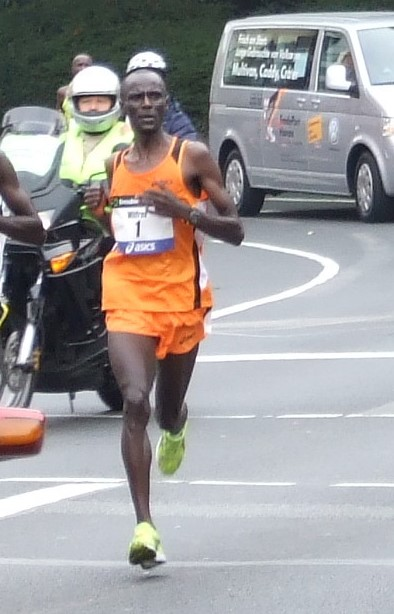
Kurz vor seinem Sieg 2007 in Frankfurt

Wilfred Kibet Kigen (* 23. Februar 1975) ist ein kenianischer Marathonläufer.
2003 wurde er Vierter bei der Route du Vin und Zweiter beim Boulogne-Billancourt-Halbmarathon. 2004 belegte er beim Hamburg-Marathon den fünften und beim Amsterdam-Marathon den vierten Platz.
Sein Durchbruch kam im Jahr darauf, als er zunächst beim Hamburg-Marathon Zweiter hinter Julio Rey wurde und dann beim Frankfurt-Marathon in einem dramatischen Finale, in dem er seine drei Landsleute Jason Mbote, seinen Cousin Wilson Kipkemboi Kigen und Charles Kibiwott um wenige Sekunden schlug, einen Streckenrekord von 2:08:29 aufstellte. 2006 wurde er Vierter in Hamburg und wiederholte seinen Sieg in Frankfurt.
2007 gelang ihm nach einem zweiten Platz in Hamburg nicht nur als erstem Läufer der Hattrick beim Frankfurt-Marathon, er verbesserte auch seinen Streckenrekord auf 2:07:58.
Nach jeweils einem zweiten Platz beim Hamburg-Marathon 2008 und beim Düsseldorf-Marathon 2009 gelang ihm 2010 in Hamburg beim sechsten Anlauf der Sieg.
Wilfred Kibet Kigen stammt aus Eldoret und legte in seiner Kindheit jeden Tag auf dem Schulweg 20 km zu Fuß zurück. Sein Vater war Landwirt und starb 1995 bei einem Autounfall. Kigen lebt mit seiner Familie in Ngong. Er ist ebenso wie sein Mentor Wilson Boit Kipketer bei der Polizei angestellt.

## Persönliche Bestzeiten
- Halbmarathon: 1:02:30 h, 16. November 2003, Boulogne-Billancourt
- Marathon: 2:07:33 h, 29. April 2007, Hamburg